# فرانتيشيك سفوبودا
فرانتيشيك سفوبودا (5 أغسطس 1906 – 6 يوليو 1948) لاعب كرة قدم تشيكوسلوفاكي راحل كان يجيد اللعب في خط الهجوم .
لعب طوال مسيرته الرياضية في أندية رابيد فينوراهي (1926) وسلافيا براغ (1926-1940).
مثل منتخب تشيكوسلوفاكيا 43 مباراة مسجلا 22 هدف (1926-1937). شارك مع منتخب تشيكوسلوفاكيا في بطولة كأس العالم 1934 في إيطاليا حيث احتل المركز الثاني.

## وصلات خارجية
- فرانتيشيك سفوبودا على موقع الاتحاد الدولي (مؤرشف)  (الإنجليزية)
- فرانتيشيك سفوبودا على موقع الاتحاد التشيكي (الإنجليزية)
- فرانتيشيك سفوبودا على موقع قاعدة بيانات كرة القدم.إي يو (الإنجليزية)
- فرانتيشيك سفوبودا على موقع ناشيونال فوتبول تيمز (الإنجليزية)

- سيرة ذاتية